# La vita è facile
La vita è facile è il primo album del gruppo musicale Santo Niente, il quale ai tempi comprendeva anche il nome del suo frontman, ossia Umberto Palazzo e Il Santo Niente.

## Il disco
Il disco, prodotto dal Consorzio Produttori Indipendenti, è basato su un demo registrato da Umberto Palazzo e Franco Turra al Pedale Baroque Studio di Bologna nella primavera del 1994. Molte delle canzoni sono state scritte nell'estate del 1993, dopo il viaggio di Palazzo negli Stati Uniti. Altre canzoni invece, come Elvira, Il pappone, L'aborigeno e Storia breve, sono state invece scritte mentre l'autore militava nei Massimo Volume. I musicisti chiamati da Palazzo in Abruzzo e che hanno partecipato alle registrazioni sono Fabio Petrelli (bassista) e Cristiano Marcelli (batterista, che ai tempi faceva il cantante in un gruppo vastese).
Dopo un primo contatto con Gianni Maroccolo del CPI, la produzione del disco fu affidata a Marco L. Lega, che aveva da poco realizzato Catartica, disco d'esordio dei Marlene Kuntz.
La copertina del disco è di Nicola Peressoni (aka Speaker Dee Mo), MC dell'Isola Posse All Stars.

## Tracce
1. Cuore di pu**ana (hardcore)
2. La vita è facile
3. Tu non mi dai nulla
4. Elvira
5. Il pappone
6. L'aborigeno
7. Andarsene via
8. Finalmente sterile
9. Cuore di pu**ana (soft porno)
10. Immondizia dal Giappone
11. Storia breve
12. Fata Morfina

## Formazione
- Umberto Palazzo - voce, chitarra, basso in Cuore di pu**ana (soft porno)
- Fabio "Random" Petrelli - basso, chitarra in Tu non mi dai nulla,  Cuore di pu**ana (soft porno)
- Cristiano Marcelli - batteria, cori

Altri musicisti
- Walter Giovinetto - cori in Finalmente sterile
- Pino Gulli - timpani in Cuore di pu**ana (soft porno)